# Åbenbaring
Åbenbaring er et teologisk begreb, der findes i mange religioner, og hvis indhold er ligeså forskelligt som disse. I almindelighed kan åbenbaringen siges at være en afsløring af en guddommelig sandhed eller en guddommelig vilje. For eksempel var der ifølge kristendommen tale om en åbenbaring, da Gud viste sig for Moses og gav ham de 10 bud, eller da han viste sin vilje for Paulus ved at inspirere ham til at skrive sine breve. En åbenbaring er altså en handling fra Guds side, rettet mod mennesket. Da en åbenbaring ikke kan bevises videnskabeligt, må den opfattes og formidles i tro.